# Gerardo Bönnhoff
Gerardo Bönnhoff, född 24 juni 1926, död 26 december 2013, var en argentinsk friidrottare. Han deltog vid olympiska sommarspelen 1948 och olympiska sommarspelen 1952.